# Living Planet Programme
O Living Planet Programme (LPP)  é um programa europeu planejado pela Agência Espacial Europeia que consiste em uma série de pesquisas destinadas à exploração do espaço.